# Takiego pięknego syna urodziłam
Takiego pięknego syna urodziłam – polski krótkometrażowy film dokumentalny z 1999 roku, debiut reżyserski Marcina Koszałki.

## Produkcja
Pomysł na Takiego pięknego syna urodziłam narodził się jeszcze wtedy, gdy Koszałka studiował na Wydziale Radia i Telewizji Uniwersytetu Śląskiego w Katowicach. Ponieważ Koszałka poszukiwał pomysłu na zaliczenie swoich studiów, zdecydował się nakręcić własną rodzinę i toksyczne warunki, w jakich wychowywał się, żyjąc praktycznie cały czas z rodzicami.
Koszałka ostentacyjnie prowokował rodziców swoim zachowaniem (np. wylegiwał się na kanapie, późno wracał do domu), co skłaniało jego nerwową matkę do narzekań oraz awantur przed kamerą. Gotowy materiał Koszałka puścił matce, doklejając później końcówkę, w której ona w bólu przyznaje: „No cóż, obejrzałam... przykre. Z tego materiału wyciągnęłam wnioski co do mojej osoby, że jak człowieka poniosą nerwy, nie panuje nad sobą, rani najbliższych, no i niestety…”

## Odbiór i spuścizna
„W Polsce po emisji w telewizji w tamtych czasach wybuchł skandal […]. Byłem narażony na oskarżenia, że sprzedałem swoją własną matkę dla osiągnięcia sukcesu ekranowego […] i jest to bardzo prosta, tania zagrywka” – mówił o dokumencie Koszałka w 2011 roku. Dokumentalista Marcel Łoziński był oburzony po emisji filmu, nazywając Koszałkę „matkobójcą”. Piotr Wojciechowski na łamach „Filmu” krytykował Koszałkę za uczynienie sobie przedmiotem ataku własnej matki; stwierdzał zarazem, że film oglądał z zażenowaniem.
Michał Piepiórka pisał, iż Koszałka „celowo manipuluje rzeczywistością i prowokuje rodziców”, a jego film „nie jest dokumentem aspirującym do przeźroczystego przedstawienia świata. Dokumentalista zrywa z mitem obiektywności i na każdym kroku ujawnia »filmowość« swojego dzieła”. Adam Kruk nazwał Takiego pięknego syna urodziłam „największym skandalem w historii polskiego kina dokumentalnego”. Tomaš Hučko i Jadwiga Hučková krytykowali film Koszałki za „ucieczkę od tematów społecznych w tematy osobiste, przekraczające dopuszczalny poziom voyeuryzmu czy ekshibicjonizmu”. Bardziej życzliwi krytycy, tacy jak Jakub Majmurek, traktowali Takiego pięknego syna urodziłam jako pomost pomiędzy filmem dokumentalnym a sztuką krytyczną spod znaku dzieł Zbigniewa Libery i Katarzyny Kozyry. 
Pomimo fali krytyki Takiego pięknego syna urodziłam przyczynił się zarówno do katharsis w relacjach między reżyserem a jego rodzicami, jak i do gwałtownego rozwoju nurtu filmów autoterapeutycznych w Polsce. Sam reżyser otrzymał kilkaset listów od osób, które mierzyły się z podobnymi doświadczeniami i którym film pomógł w nawiązaniu poprawnych relacji z rodzicami. Koszałka na kanwie swojego debiutu zrealizował film Do bólu (2008), tym razem przyjmując funkcję obserwatora relacji między krakowskim psychiatrą a matką tegoż.

## Nagrody
| Rok  | Festiwal/instytucja                                                    | Nagroda                                                       | Nominowani      |
| ---- | ---------------------------------------------------------------------- | ------------------------------------------------------------- | --------------- |
| 2000 | Prix Europa w Berlinie                                                 | Prix Europa                                                   | Marcin Koszałka |
| 2000 | Lato Filmowe w Kazimierzu Dolnym                                       | Tytuł najlepszego filmu dokumentalnego festiwalu              | Marcin Koszałka |
| 2000 | Krakowski Festiwal Filmowy                                             | Wyróżnienie Jury Studentów Miasta Krakowa w konkursie polskim | Marcin Koszałka |
| 2000 | Krakowski Festiwal Filmowy                                             | Wyróżnienie w konkursie międzynarodowym                       | Marcin Koszałka |
| 2003 | Międzynarodowy Festiwal Filmu Dokumentalnego "Vision du Reel" w Nyonie | Prix Etat de Vaude                                            | Marcin Koszałka |